# Change moi ma vie
Change moi ma vie (dt.: „Verändere mein Leben“) ist ein französisches Filmdrama von Liria Bégéja aus dem Jahr 2001 mit Fanny Ardant und Roschdy Zem in den Hauptrollen.

## Handlung
Nina, eine Schauspielerin mittleren Alters, hat nach einer gescheiterten Beziehung Schwierigkeiten, ihr Leben wieder in den Griff zu bekommen. Sie ist zurzeit arbeitslos und muss Beruhigungsmittel nehmen. Als sie durch die Straßen von Paris läuft, wird ihr schwindelig. In einem öffentlichen Park bricht sie schließlich ohnmächtig zusammen. Niemand hilft ihr bis auf den Algerier Sami, der gerade durch den Park joggt. Doch ebenso plötzlich wie Sami aufgetaucht war, ist er auch schon wieder verschwunden. 
Nachdem Nina das Krankenhaus verlassen hat, will sie sich bei ihrem Retter bedanken. Sie macht sich auf die Suche nach ihm und ist geschockt, als sie Sami als Transvestit auf einem Straßenstrich wiederfindet. Wie sich herausstellt, war Sami einst ein vielversprechender Langstreckenläufer mit dem Ziel, an den Olympischen Spielen teilzunehmen. Doch seine Träume zerschlugen sich und er begann, Drogen zu nehmen und als männliche Prostituierte zu arbeiten. 
Den Umständen und dem Altersunterschied zum Trotz verliebt sich Nina in Sami und beide kommen sich näher. Eines Tages schließen sie einen Pakt, um ihre Träume zu verwirklichen, bevor es zu spät ist: Nina will ihre Schauspielkarriere wieder in Gang bringen, wenn Sami seine Drogen und die Prostitution aufgibt, um erneut ein professioneller Athlet zu werden. Beide unterstützen sich, und eine Zeit lang scheint ihre Abmachung zu funktionieren. Sami erscheint jedoch nicht zur Premiere von Ninas neuem Theaterstück. Stattdessen besorgt er sich Drogen und rennt im Rausch durch die Straßen. Er landet in seiner alten Bleibe, wo er schließlich zusammenbricht. Er stirbt in Ninas Armen, die daraufhin sein Leben als Transvestit in einem neuen Theaterstück auf der Bühne nachspielt.

## Hintergrund
Das Budget lag bei 2,91 Millionen Euro. Change moi ma vie wurde am 28. November 2001 in Frankreich uraufgeführt, wo den Film knapp 74.000 Kinobesucher sahen. In Deutschland wurde er bisher nicht veröffentlicht.  

## Kritiken
Für Elodie Lepage von Le Nouvel Observateur war der Film ein „pathetisches Melodram“. Virginie Apiou von Première meinte, dass „alle Intentionen des Drehbuchs ins Lächerliche abdriften, ebenso das Ende, das mit seiner dramatischen Wendung mehr peinlich als berührend“ sei.
Lisa Nesselson von Variety beschrieb Change moi ma vie als „schönes, jedoch sehr pessimistisches Porträt zweier verletzter Seelen, die ihre Blüte bereits hinter sich haben“. Es handle sich um „ein stark gespieltes Drama“, in dem Fanny Ardant und Roschdy Zem „erstklassig“ seien.